# Pi/4-QPSK
π/4-QPSK – π/4 kwadraturowa modulacja z kluczowaniem fazy, zmieniona wersja kodowania QPSK. Dzięki tej metodzie modulacji osiągnięty jest kompromis między modulacjami QPSK, a OQPSK, oraz osiągana jest maksymalna zmiana fazy o około 135° stopni.

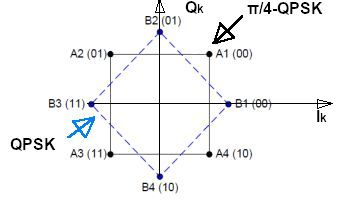
Rys. 1. π/4-QPSK na wykresie. Widać dwie oddzielne konstelacje wykonane za pomocą kodowania Graya, które są obrócone względem siebie o 45°. Zwykle bity parzyste i nieparzyste są używane do określania punktów odpowiedniej konstelacji. Powoduje to zmniejszenie maksymalnego skoku fazowego ze 180° do 135°.

π/4-QPSK - Ten wariat modulacji QPSK używa dwóch identycznych konstelacji przesuniętych o 45°. Zazwyczaj bity parzyste wybiera się w ćwiartkach nieparzystych układu współrzędnych, a bity nieparzyste w ćwiartkach parzystych stron wykresu. Modulacja ta zmniejsza również przesunięcie fazowe z maksymalnych 180°, ale tylko do maksymalnych 135°, a więc fluktuacja amplitudy π/4-QPSK znajdują się pomiędzy QPSK, a OQPSK bez offset-u QPSK. 
Innymi słowy w przypadku QPSK następuje szybka zmiana fazy o 180° oraz duża zmiana amplitudy - to znacznie zwiększa przepustowość kanału, ale jednocześnie stawia duże wymagania w zakresie dynamiki i liniowości systemu. π/4-QPSK  radzi sobie z tym problemem do pewnego stopnia, ograniczając zmianę fazy z jednego symbolu na drugi - do czterech możliwości. Mianowicie +/- 45° stopni lub +/- 135° stopni. W ten sposób unika się zmiany fazy o 180° stopni. Jak widać w konstelacji π/4-QPSK (rys. 1) jest teraz osiem pozycji, w przeciwieństwie do czterech pozycji w konstelacji QPSK, ale tylko cztery pozycje konstelacji π/4-QPSK są dopuszczalne w dowolnym momencie, ponieważ dozwolone są tylko zmiany faz o +/- 45° stopni lub +/- 135° stopni.
| QPSK | π/4-QPSK |
| --- | --- |
| Zmiana fazy +/- 90 i +/- 180 stopn. | Maksymalne przesunięcie fazy: +/- 45 i +/- 135. |
| Wymaga wzmacniacza liniowego jako wzmacniacza nieliniowego powodują wzrost widma z powodu nagłych przejść o +/- 180 stopni obu bitów zmieniających fazę w tym samym czasie. | Przejścia fazowe pozwalają uniknąć przechodzenia przez zero. Spowoduje to usunięcie wad konstrukcyjnych na wzmacniaczu, można zastosować wzmacniacz nieliniowy. |
| Tłumienie listka głównego do listka bocznego jest słabe. | Tłumienie listka głównego do listka bocznego jest słabe. |

Modulacja typu Pi/4-QPSK opiera się na podziale początkowej sekwencji impulsów na nieparzyste i parzyste bity i ich oddzielnym spójnym kodowaniu za pomocą przesunięć fazowych kwadraturowych /2, i przesuniętych o /4. W wyniku modulacji Pi/4-QPSK realizowanych jest osiem stanów fazowych, cztery stany fazowe dla symboli nieparzystych (bit) i cztery dla symboli parzystych (bit). W ten sposób konkretny bit określa tylko cztery z ośmiu stanów fazowych na konstelacji. Podano zgodność parzystych i nieparzystych bitów oraz stanów fazowych z uwzględnieniem spójnego kodowania Graya. Uproszczony schemat blokowy modulatora przedstawia (rys. 2).

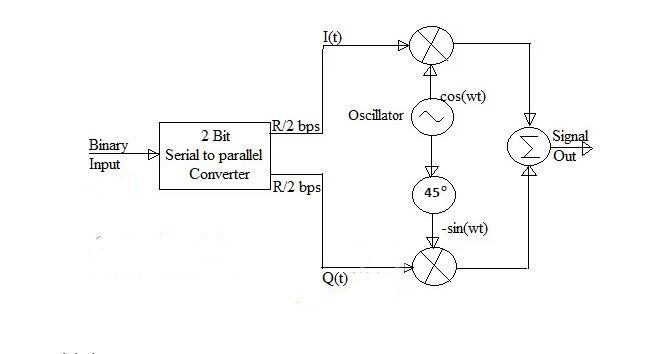
Rys. 2. Uproszczony schemat blokowy modulatora π/4-QPSK

| bity | modulacja π/4-QPSK | modulacja QPSK |
| ---- | ------------------ | -------------- |
| 00   | -π/4               | 0              |
| 01   | 3π/4               | π/2            |
| 10   | -3π/4              | π              |
| 11   | π/4                | 3π/2 lub -π/2  |

## Sygnał π/4 QPSK można przedstawić jako:[5]
{\displaystyle S(t)=Asin(2*\Pi *f*t+45)} dla 00
{\displaystyle S(t)=Asin(2*\Pi *f*t+135)} dla 01
{\displaystyle S(t)=Asin(2*\Pi *f*t+225)} dla 10
{\displaystyle S(t)=Asin(2*\Pi *f*t+315)} dla 11